# Wołodymyr Wirczis
Wołodymyr Wirczis (ukr. Володимир Вірчіс, ros. Владимир Вирчис, Władimir Wirczis; ur. 18 sierpnia 1973 w Kachowce, zm. 28 stycznia 2022 w Kijowie) – ukraiński zawodowy bokser wagi ciężkiej, były mistrz Europy EBU (2006-2007).

## Kariera bokserska
Zawodowo walczy od 1999 roku. W ciągu niecałych pięciu lat stoczył 20 wygranych walk z rzędu (17 przez nokaut), zdobywając m.in. zawodowe mistrzostwo Ukrainy oraz interkontynentalne mistrzostwa IBF oraz WBO. 
Pierwszej porażki doznał dopiero 16 marca 2006 roku z rąk Rusłana Czagajewa (19-0-1), gdy przegrał z nim w Hamburgu po wyrównanej walce przez decyzję większości (114:115, 112:116, 114:114).
15 lipca 2006 roku zmierzył się w Hamburgu z mistrzem Europy EBU, Paolo Vidozem (21-2-0). Znokautował go w 7. rundzie, odbierając mu pas. 19 maja 2007 roku doszło do rewanżu. Wirczis obronił tytuł, pokonując Włocha przez jednogłośną decyzję (119:109, 116:112, 117:111). Na początku października tego samego roku Ukrainiec zrezygnował z pasa, aby walczyć o mistrzostwo świata WBC. Najpierw jednak musiał stoczyć walkę eliminacyjną o miano pretendenta nr 1, w której zestawiono go z Juanem Carlosem Gómezem (43-1-0). Odbyła się ona 27 września 2008 roku w Hamburgu. Kubańczyk zdecydowanie górował nad Ukraińcem szybkością i techniką, wygrywając przez jednogłośną decyzję sędziów: 117:110, 117:109, 115:111 (w 6. rundzie Wirczis był liczony). 
Od 2009 roku Wirczis nie walczył. Dzięki warunkom fizycznym (194 cm wzrostu, 203 cm zasięgu ramion) i sile ciosu był natomiast często zatrudniany przez przyszłych rywali Witalija i Wołodymyra Kłyczków w roli sparingpartnera. Współpracował m.in. z Juanem Carlosem Gomezem, Davidem Haye'em i Odlanierem Solísem.
W nocy z 27 na 28 stycznia 2022 roku znaleziono zwłoki Wirczisa. Zmarł śmiercią samobójczą, od dłuższego czasu cierpiał na depresję.